# Tvrtko Milović
Tvrtko Milović (Sarajevo, 1982.), hrvatski novinar iz Bosne i Hercegovine.
Školovao se u Sarajevu i Kiseljaku. U Zagrebu je diplomirao na Fakultetu političkih znanosti, dok je 2014. magistrirao na sarajevskom Fakultetu političkih nauka. Novinarsku karijeru je započeo na lokalnoj televiziji TV KISS. Kao novinar je radio na BHRT-u, Televiziji Sarajevo te FACE TV. Pisao je kolumne i članke za Glas Amerike, poskok.info i artinfo.ba. Od 2014. do 2017. bio je direktor i glavni urednik na TV KISS. Od 2017. je direktor portala dnevnik.ba.
U ožujku 2018. izabran je za urednika dokumentarnog programa BHT-a, bosanskohercegovačke državne televizije. Autor je dokumentarnog filma "Posljednji Hrvat iz Šekovića".
Član je stručnog tima Instituta za društveno-politička istraživanja iz Mostara.